# Sechrist Ridge
Sechrist Ridge ist ein schmaler, felsiger und 5 km langer Gebirgskamm im ostantarktischen Viktorialand. In der Saint Johns Range zweigt er in nordöstlicher Richtung von einem Gebirgskamm unmittelbar östlich des Mount Evans ab und endet 1,5 km östlich des Mount Bevilacqua.
Das Advisory Committee on Antarctic Names benannte ihn 2008 nach Kartographen Daniel Robert Sechrist vom United States Geological Survey, der von November bis Dezember 2004 in den Antarktischen Trockentälern tätig war.